# Molondin
Molondin (toponimo francese) è un comune svizzero di 218 abitanti del Canton Vaud, nel distretto del Jura-Nord vaudois.

## Monumenti e luoghi d'interesse

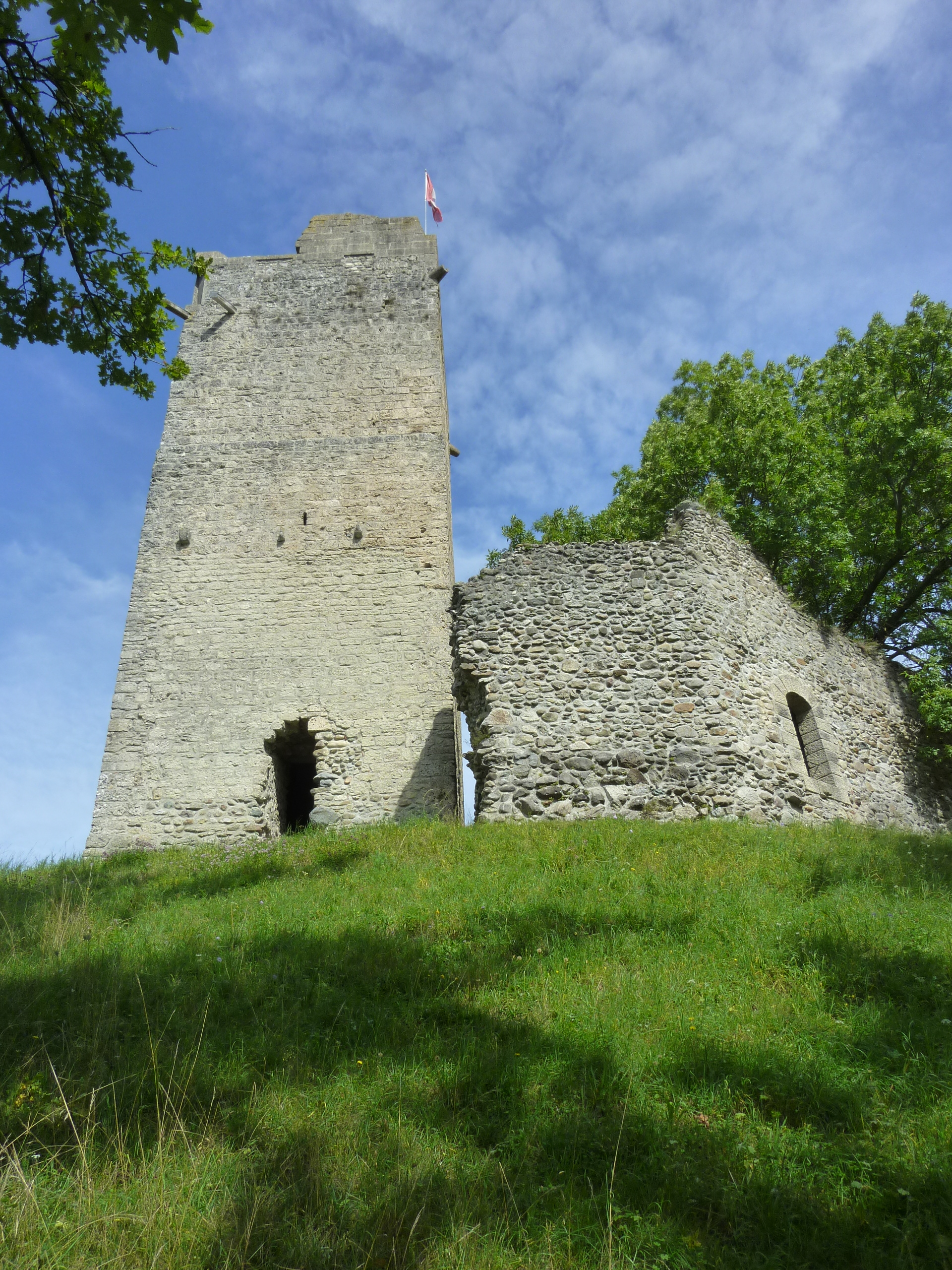
La torre di Saint-Martin

- Cappella di Sant'Antonio, eretta nel XIV secolo e ricostruita nel 1718-1719[1];
- Torre di Saint-Martin, eretta nel XIII secolo[1].

## Società

### Evoluzione demografica
L'evoluzione demografica è riportata nella seguente tabella:
Abitanti censiti

## Amministrazione
Ogni famiglia originaria del luogo fa parte del cosiddetto comune patriziale e ha la responsabilità della manutenzione di ogni bene ricadente all'interno dei confini del comune.